# 日米原子力協定
日米原子力協定（にちべいげんしりょくきょうてい）は、1988年7月に発効した条約である。アメリカ合衆国から日本への核燃料の調達や再処理、資機材・技術の導入などについて取り決めている。正式名称は原子力の平和的利用に関する協力のための日本国政府とアメリカ合衆国政府との間の協定（英語: Agreement for Cooperation Between the Government of the United States of America and the Government of Japan Concerning Peaceful Uses of Nuclear Energy）。

## 経緯
1955年11月14日、1954年原子力法を受けて、アメリカから日本へ濃縮ウランを貸与するための日米原子力研究協定（昭和30年12月27日条約19号「原子力の非軍事的利用に関する協力のための日本国政府とアメリカ合衆国政府との間の協定」）がワシントンD.C.で調印され、同年12月27日発効した。研究原子炉用に20%濃縮ウラン235を6 kgを限度に賃貸すること、使用済み核燃料のアメリカへの返還、貸与燃料を目的どおり使用すること、使用記録を毎年報告することがとりきめられた。この協定に基づいて、日本最初の原子炉として日本原子力研究所に二つの研究炉(JRR-1、JRR-2)が導入された。
1958年6月16日、日米動力協定（昭和33年12月5日条約第13号「原子力の非軍事的利用に関する協力のための日本国政府とアメリカ合衆国政府との間の協定」）が調印され、研究、動力試験炉(JPDR)用に濃縮ウランの供与が約束された。動力協定は1958年10月9日および1963年8月7日に改正された。
1968年7月10日旧協定発効、1973年一部改正。
1988年7月17日、1978年核不拡散法を受けて、現行の改定協定発効。有効期間は30年で、2018年7月に満期を迎える。有効期限の6か月前から文書で通告することによって協定を終了させることができるが、この事前通告がなされない限り協定の効力は継続する。